# Викшезеро
Ви́кшезеро или Викшозеро (карел. Viikšd’ärvi, Vikšjärvi) — станция (тип населённого пункта) в составе Кяппесельгского сельского поселения Кондопожского района Республики Карелия Российской Федерации. Название дано по существовавшей в 9 км от станции, одноименной деревни 62°34′59″ с. ш. 34°22′14″ в. д.

## География
К востоку от станции находятся озёра Викшезеро и Северное Чапозеро. Озерцо у са́мой станции, чуть восточнее, называется Харьгозеро.

## Население
Численность населения одноименной деревни в 1905 году составляла 409 человек.
| 2002 | 2009 | 2010 | 2013 |
| ---- | ---- | ---- | ---- |
| 4    | ↘2   | ↘1   | ↗2   |

## Транспорт
Посёлок образовался у одноимённой железнодорожной станции Петрозаводского отделения Октябрьской железной дороги, расположенной на 525 км перегона Кондопога—Медвежья Гора.

## Известные уроженцы
- Костин Харлам Петрович (1771—1825) — градоначальник Петрозаводска, купец.
- Костин Иван Петрович (1781—1856) — градоначальник Петрозаводска, купец.
- Костин Яков Петрович (1785—1864) — градоначальник Петрозаводска, купец.